# Wspólny mianownik (film)
Wspólny mianownik (ang. Common Ground) – telewizyjny dramat filmowy w reżyserii Donny Deitch z 2000 r. W roku 2001 film był nominowany do GLAAD Media Awards w kategorii najlepszego filmu telewizyjnego.

## Fabuła
Film jest zbiorem trzech nowel, które łączy wspólny temat: homoseksualizm, a dzieli czas kolejnych dwudziestoleci. Pierwsza z nich (A Friend of Dorothy's) opowiada historię dziewczyny służącej w marynarce wojennej w latach 50. Bohaterem drugiej (Mr. Roberts), rozgrywającej się w latach 70. jest nauczyciel, który musi dokonać wyboru między karierą a ochroną młodego sportowca. W trzeciej, współczesnej części (Amos and Andy), poznajemy ojca, którego syn postanowił poślubić mężczyznę.